# 伊藤益
伊藤 益（いとう すすむ、1955年9月15日 - ）は、日本の哲学者。筑波大学名誉教授。「国家と個人の問題に関する倫理学的研究―古代日本人の政治思想と言語観および倫理観をめぐって―」で文学博士。研究テーマは日本倫理思想。

## 来歴
父は、国文学・万葉学者で筑波大学名誉教授の伊藤博である。1955年、京都市に生まれる。1979年上智大学文学部哲学科卒業、1986年筑波大学大学院哲学・思想研究科倫理学専攻修了（文学博士）。1986年、東北歯科大学（現、奥羽大学）歯学部専任講師、1992年日本倫理学会和辻賞を受賞。1992年、淑徳大学社会学部助教授、1997年同教授。1999年筑波大学哲学・思想学系助教授、2003年同教授。2021年、同大学定年退職。

## 著書
- 『ことばと時間 -古代日本人の思想-』（大和書房、1990-1992年度和辻賞受賞）
- 『日本人の知 -日本的知の特性-』（北樹出版、1995年）
- 『日本人の愛 -悲恋の思想-』（北樹出版、1996）
- 『「信」の思想 -親鸞とアウグスティヌス-』（北樹出版、1998）
- 『日本人の死 -日本的死生観への視角-』（北樹出版、1999）
- 『旅の思想 -日本思想における「存在」の問題-』（北樹出版、2001）
- 『親鸞 -悪の思想-』（集英社新書、2001）
- 『高橋和己作品論 -自己否定の思想-』（北樹出版、2002)
- 『歎異抄論究』（北樹出版、2003)
- 『愛と死の哲学 -田辺元-』（北樹出版、2005)
- 『危機の神話か神話の危機か -古代文芸の思想-』（筑波大学出版会、2007)
- 『鬱を生きる思想』(北樹出版、2012)
- 『自由論 -倫理学講義-』(北樹出版、2014)
- 『私釈親鸞』(北樹出版、2015)
- 『私釈法然』(北樹出版、2016)
- 『念仏者 蜂屋賢喜代』(北樹出版、2017)
- 『歎異鈔講話』校訂 (著者・蜂屋賢喜代、北樹出版、2018）
- 『日本思想の論理』（北樹出版、2019）